# Z Chamaeleontis
Z Chamaeleontis är en kataklysmisk variabel av typen dvärgnova (UGSU+EA) i stjärnbilden Kameleonten. Z Chamaeleontis består av två stjärnor som har en omloppstid av 1,78 timmar. Det är en vit dvärg och en röd dvärg och möjligen en tredje följeslagare med lägre massa.
Stjärnsystemet har visuell magnitud 16,2 och har utbrott upp till magnitud 11,5 med en periodicitet av 0,074499315 dygn eller 107,279014 minuter.